# Первые марки Финляндии
Пе́рвые ма́рки Вели́кого кня́жества Финля́ндского — стандартные почтовые марки Великого княжества Финлядского, вышедшие в обращение 3 марта 1856 года (Mi #1—2; Yt #1—2). Предшествовали выпуску первой марки России и являются редкими.

## Описание
На марках изображён герб Великого княжества Финлядского в горизонтальном овале, ниже герба два почтовых рожка, по бокам овала номинал марки — слева латинскими буквами, справа на русском языке. В раструбе почтового рожка изображена маленькая жемчужина. Номинал 5 копеек — марка синего цвета и 10 копеек — марка карминового цвета.

## История
Первыми знаками почтовой оплаты Финляндии были штемпельные конверты, использовавшиеся с 1 января 1845 года. 12 февраля 1856 года, указом, подписанным российским императором Александром II, Великому княжеству Финляндскому был разрешён выпуск почтовых марок как для внутренней, так и для международной корреспонденции. Первая серия марок вышла уже 3 марта. При этом для первого выпуска был сохранён рисунок марок и техника его исполнения, применявшаяся при печати штемпельных конвертов. Матрицы были изготовлены К. Меллгремом.
|  |

Марки печатались на бумаге различной толщины и оттенков: белой, желтовато-белой, голубовато-белой; типографским способом при помощи небольшого ручного пресса в Бюро гербовой бумаги финского казначейства (фин. Setelipaino Sedeltryckeriet) в Гельсингфорсе.

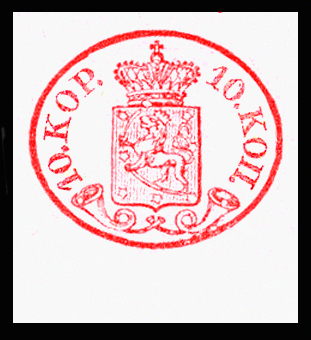
Почтовая марка Финляндии (1856, 10 копеек)

При каждом движении пресс делал оттиск только одной марки. Печатались они на узких полосках бумаги слева направо по десять оттисков в ряду; затем полоска переворачивалась, и во втором ряду делалось ещё десять оттисков.
Таким образом, лист состоял из 20 экземпляров, образовывавших 10 тет-бешей. Затем на них наносился клей, листы не перфорировались. Нынешняя рыночная стоимость одной пары тет-беш, независимо от номинала — $62 500.
Первый тираж марки номиналом в 5 копеек составил всего 70 тысяч экземпляров и поэтому представляет большую филателистическую редкость.
Вначале марки гасились штемпелями, а с 1857 года — штемпелями и пером или только пером. Изъяты из обращения 1 февраля 1860 года.

## «Реинкарнации»
Существуют новоделы первых финских почтовых марок, изготовленные в 1892 году литографским способом.
Рисунок первой 5-копеечной марки Финляндии был использован для дизайна специального почтового штемпеля, который применялся 7—9 июля 1955 года во время Конгресса филателистов северных стран в Стокгольме. В 2000-х годах изображение этого штемпеля было адаптировано английской фирмой CD Card для дизайна своей сувенирной продукции.